# Nick Rhodes
Nick Rhodes, född Nicholas James Bates den 8 juni 1962 i Birmingham, West Midlands, är en brittisk keyboardspelare och grundare av popbandet Duran Duran. Han är den ende som varit med i bandet under alla år sedan starten 1978. Han har även medverkat i sidoprojektet Arcadia samt i gruppen The Devils tillsammans med Stephen Duffy, ursprunglig sångare i Duran Duran.
I mars 2013 lanserade Rhodes musik-projektet TV Mania tillsammans med den tidigare gitarristen i Duran Duran, Warren Cuccurullo.
Rhodes har även samarbetat med andra grupper. 1983 producerade han Kajagoogoos hitsingel "Too Shy", 1996 skrev och producerade han och Warren Cuccurullo tre låtar på Blondies comeback-album. Låtarna användes aldrig på Blondie-albumet, men  en av sångerna, "Pop Trash Movie", kom med på Duran Duran-albumet Pop Trash som utgavs år 2000. 2002 medverkande han som låtskrivare och producent på gruppen The Dandy Warhols album Welcome to the Monkey House. 2004 producerade han popgruppen Riviera Fs EP International Lover.
Rhodes var gift med Julie Anne Friedman från 18 augusti 1984 till 1992, och har med henne dottern Tatjana Lee Orchid, född 23 augusti 1986.
Nick Rhodes, som tidigare var konststudent, blev fascinerad av konstvärlden tidigt i sin karriär och blev bland annat vän med den berömda popkonstnären Andy Warhol och deltog på konstutställningar över hela världen. I slutet av 1984 släppte han sin egen bok med abstrakta konstfotografier. Boken heter Interference.
I november 2011 mottog Rhodes en "Honorary Doctorate of Arts" från University of Bedfordshire, för sina innsatser inom musikbranschen.